# (4227) Kaali
(4227) Kaali est un astéroïde de la ceinture principale.

## Description
(4227) Kaali est un astéroïde de la ceinture principale. Il fut découvert le 17 février 1942 à Turku par Liisi Oterma. Il présente une orbite caractérisée par un demi-grand axe de 2,40 UA, une excentricité de 0,15 et une inclinaison de 2,7° par rapport à l'écliptique.

## Compléments